# Липовка (Нагорський район)
Ли́повка (рос. Липовка) — присілок у складі Нагорського району Кіровської області, Росія. Входить до складу Синьогорського сільського поселення.
Населення становить 131 особа (2010, 164 у 2002).
Національний склад станом на 2002 рік — росіяни 97 %.